# ذا ويتشر: مونستر سلاير
ذا ويتشر: مونستر سلاير (بالإنجليزية: The Witcher: Monster Slayer)‏ هي لعبة واقع معزز بأسلوب تناوب الأدوار تم تطويرها من قبل استوديو سبوكو، إحدى أستوديوهات شركة سي دي بروجكت. اللعبة مخصصة للهواتف المحمولة وتم إصدارها في 21 يوليو 2021 لنظام أندرويد وآي أو أس.

## أسلوب اللعب
يستطيع اللاعب اتخاذ دور الويتشر في اللعبة. حيث إنَّ عالم اللعبة هو صورة للعالم الحقيقي والمدعوم من قبل خرائط جوجل. ويتعين على اللاعب التحرك في العالم الواقعي من أجل التحرك والالتفاف في عالم اللعبة. ويتم تحديد المواقع عن طريق ميزة تحديد الموقع المتضمنة بجهاز المستخدم. في عالم اللعبة، يستطيع اللاعب العثور على كافة أنواع الوحوش والأعشاب أو المهام وما إلى ذلك. وسيواجه اللاعبون العديد من الأشياء المختلفة، اعتمادًا على الموقع المحيط والمتمركز به اللاعب وذلك بجانب زمن ووقت اليوم سواء أكان ذلك الوقت ليلًا أو نهارًا.
ستبدأ المعركة حينما يقابل اللاعبون وحشًا بالقرب منهم. و للحصول على مساعدة في المعارك، يمكن للاعب أن يقوم بصنع الزيوت للسيف أو الجرعات للشخصية أو القنابل. وبالإضافة إلى المعارك الفردية، يمكن للاعبين أيضًا أن يلتقوا ببعض الشخصيات، التي تقودهم إلى مهام صغيرة.

## الاستقبال
تلقت اللعبة مراجعات «إيجابية» بشكل عام وفقًا لموقع المراجعات الشهير ميتاكريتيك. ووصلت اللعبة إلى أكثر من نصف مليون عملية تنزيل على متجر جوجل بلاي في غضون ثلاثة أيام من إطلاقها.

## وصلات خارجية
الموقع الرسمي